# Чвал

Природний чвал (фільм Едварда Майбріджа)

Чвал (через пол. cwał від чеськ. cval), або галоп (від фр. galop), — тритактний спосіб пересування чотириногих тварин, коли першою відштовхується задня нога «першої» діагоналі, потім майже одночасно задня та передня нога «другої» діагоналі, далі передня нога «першої» діагоналі, після якої наступає фаза зависання. Далі все повторюється спочатку.
Принциповою відмінністю чвалу від інших алюрів є нерівномірне навантаження на різні кінцівки. Головним рушієм виступають задні ноги, які за рахунок сильних поштовхів просувають тіло тварини вперед. Передні ноги виконують функції захоплення простору і додаткової опори. Фаза зависання фактично є невеликим стрибком. За рахунок цього чвал є найбільш динамічним та швидким способом пересування по землі.
Галоп — це найшвидший стрибкоподібний алюр коня в 3 такти з фазою вільного підвисання. Залежно від того, яка передня нога далі виноситься вперед, розрізняють галоп з правої або з лівої ноги.
Зазвичай у коней його швидкість становить 30-40 км/год. Тварини можуть бігти чвалом і повільніше (до 20 км/год), але за такої швидкості цей алюр є енергетично неефективним і використовується лише для пересування на невеликі відстані. Максимальна швидкість чвалу може сягати у коней, зебр, віслюків, антилоп 50-60 км/год, куланів та вилорогів — 70 км/год, гепардів — 100—110 км/год.
Швидкість галопу залежить від породи, рівня тренованості коня і зовнішніх умов (в середньому не більше 250—300 м/хв, на скачках — 1000 м/хв).

## Види

Зібраний чвал

У кінному спорті вирізняють природний та штучний чвал. Природний, або вільний чвал — це алюр, яким тварина рухається самостійно, при цьому різні засоби керування не впливають на темп її руху, або ж цей вплив незначний.
Штучний чвал — це алюр, якого можна досягти застосуванням різних засобів впливу.
Зокрема, вирізняють такі штучні різновиди чвалу як:
- зібраний — сповільнений темп руху, що досягається застосуванням вуздечки з мундштуком, яка не дає можливості коню випростовувати шию уперед. При цьому шия коня вигинається гарною дугою, а його задні ноги підводяться під тулуб. Є найбільш безпечним і контрольованим з боку вершника, використовується у виїздці та вольтижуванні;
- середній — подібний до попереднього, але вершник не так сильно стримує коня, за рахунок чого його шия вивільняється і він рухається швидше, при цьому елегантність руху зберігається. Використовується у виїздці;
- робочий — за темпом подібний до середнього, але штучне стримування відсутнє. Поза коня під час руху наближена до природного чвалу. Використовується у всіх видах кінного спорту, під час тренувань тощо;
- доданий — чвал, під час якого задні ноги коня рухаються майже так само, як і при середньому чвалі, а передні ноги виносяться далеко уперед. Хоча захоплення простору за один цикл руху при цьому збільшується, доданий чвал не обов'язково швидкий.

За швидкістю і характером руху розрізняють:
- манежний галоп (до 300 м/хв);
- кентер (400—750 м/хв);
- розмах;
- жвавий галоп.

Галоп на трьох ногах — вправа «вищої школи» верхової їзди, штучний галоп, при якому одна з передніх ніг коня весь час витягнута вперед і не торкається землі. Виконується поперемінно з лівої і правої ноги. В даний час демонструється лише в цирку.
Контргалоп — рух, при якому вершник веде коня галопом із зовнішньої ноги, наприклад, з правою при виконанні вольта наліво. Розвиває гнучкість коня. Входить в програму багатьох видів їзди, як при виконанні вольтів, так і при русі по прямих лініях.

## Джерело
- Чвал // Словник української мови : в 11 т. — Київ : Наукова думка, 1970—1980.
- Словничок кіннотника. kavaleria.org.ua. Архів оригіналу за 18 липня 2019. Процитовано 18 липня 2019.